# 1488
1488 (MCDLXXXVIII) fue un año bisiesto comenzado en martes del calendario juliano.

## Acontecimientos
- mayo - Bartolomeu Dias descubre el Cabo de las Tormentas.
- Los burgueses sublevados de Brujas hacen prisionero al rey Maximiliano I.
- Cristóbal Colón envía a su hermano Bartolomé a ofrecer sus ideas a los reyes de Francia e Inglaterra.
- Jacobo IV de Escocia es coronado.

## Ciencia y tecnología
- Nicolás de Cusa: "Opera Omnia". (Filósofo alemán).

## Nacimientos
- 19 de marzo - Johannes Magnus, último arzobispo católico de Suecia.
- Antonio da Correggio, pintor italiano.
- Francisco Dávila, fundador de Hato Mayor del Rey, como una porción de tierra dedicada a la ganadería y la agricultura, en 1520. Fundador del Mayorazgo de Dávila en la ciudad de Santo Domingo el día 23 de agosto del año 1554.
- León el Africano, viajero granadino.
- Tiziano, pintor italiano.

## Fallecimientos
- 11 de junio - Rey Jacobo III de Escocia.
- 9 de julio - Shaikh Haydar Safaví padre del fundador de la dinastía Safávida, Ismaíl I.
- 9 de septiembre - Francisco II de Bretaña, Duque de Bretaña, por caída de un caballo.
- Diego de Valera, cronista castellano.
- Andrea del Verrocchio, escultor y pintor italiano.